# دیوید میلر (خواننده)

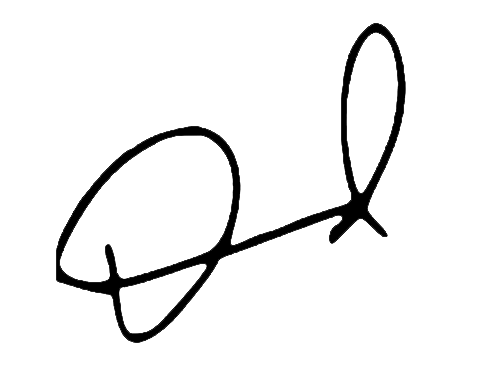
امضای دیوید میلر

دیوید میلر (انگلیسی: David Miller؛ زادهٔ ۱۴ آوریل ۱۹۷۳) خواننده، موسیقی‌دان و بازیگر اهل ایالات متحده آمریکا است. وی از سال ۲۰۰۰ میلادی تاکنون مشغول فعالیت بوده‌است.